# Universitat de Glazor
La Universitat de Glazor (en armeni: Գլաձորի համալսարան, lit. 'Gladzori hamalsaran') fou una universitat medieval. Fou un dels dos "grans centres d'aprenentatge", al costat de la Universitat de Tatev (c. 1340-1425) que eren "essencialment d'una sola tradició". També fou un gran centre cultural i durant 70 anys va formar intel·lectuals armenis. Es va establir al voltant del 1280 per Narses de Muxe i va funcionar fins al 1340, tot deixant "una rica herència intel·lectual".
S'hi estudiava teologia, mitologia, filosofia, bibliografia, gramàtica, retòrica, lògica, aritmètica, astronomia, cronologia i geometria.
El 1984, en el 700é aniversari de la fundació de la universitat, es va obrir el Museu per a la Preservació Historicocultural de la Universitat de Glazor. Alguns dels exalumnes en foren Joan de Vorotene, filòsof, professor, religiós i fundador de la Universitat de Tatev; i Davi de Sasne, teòleg, entre altres.